# Kleiner Okerteich
Der Kleine Okerteich ist eine am östlichen Stadtrand von Altenau  gelegene Stauanlage, welche zu den Oberharzer Teichen  gehört. Als Bestandteil des Oberharzer Wasserregals gehört auch der Kleine Okerteich seit 2010 zum UNESCO-Weltkulturerbe Bergwerk Rammelsberg, Altstadt von Goslar und Oberharzer Wasserwirtschaft

## Geschichte
Im 16. und 17. Jahrhundert hatten die an dem Schatzkammerzug vorbeifließende Große Oker für den Betrieb der Gruben ausgereicht. Als man allerdings um 1700 die Gruben erneut aufnahm, stellte man die Notwendigkeit eines Teiches zwecks gleichmäßiger Wasserzuführung fest. Der Oberbergmeister Singer sollte 1704 einen geeigneten Platz für die Anlage eines Teiches aussuchen. Singer entschied, dass mehrere Teiche im oberen Verlauf der Großen Oker angelegt werden könnten. Dagegen sprachen jedoch Zweifel, da die Große Oker bei Hochwasser viele große Steine und Felsen mit sich führt, welche einen Teichdamm beschädigen könnten. Man entschied sich deshalb,  den Teich im Tal der Kleinen Oker, ein Nebenfluss der Großen Oker, anzulegen. Das Bergamt in Clausthal übergab die Leitung zum Bau des Teiches an den Geschworenen Haustörrfer und den Obergrabensteiger Ahrend. Gespeist wird das Gewässer neben der Kleinen Oker von 1740 an auch durch einen Graben, welcher die Abfallwasser der Gruben Altenauer Glück und Silberlilie sowie Wasser vom Liliergraben zu dem Bauwerk führt. Nach einem Dammbruch 1765 erneuerte man den Damm erst im Jahr 1804.
Seit dem Ende des Oberharzer Bergbaues Anfang des 20. Jahrhunderts erfüllt der bis zu 8 m tiefe Teich seit 1923 seine jetzige Funktion als Waldschwimmbad. Anfang der 1920er Jahre errichtete man ein mehrstöckiges Gebäude mit Restaurant und Umkleiden, welches nach einem Hochwasser der Kleinen Oker 1953 schwer beschädigt wurde. Teile des Gebäudes seien sogar in der Stadtmitte angeschwemmt. Auch die Anlagen nahmen schweren Schaden. Die Uferränder und das Gebäude sind anschließend durch den Verkehrsverein neu und in jetziger Form errichtet. Das Gelände ist frei zugänglich und verfügt über Toiletten, eine Liegewiese, einen Imbiss und einen Nichtschwimmerbereich.
Der örtliche Buchfinkenverein übernahm Ende der 1990er Jahre die Instandhaltung der Anlagen und hält jährlich an dem Teich sein Buchfinkenmanöver ab. Seit 2019 kümmert sich die Altenauer Kurbetriebsgesellschaft um den Teich. Von 1998 an findet am ersten Samstag im August das Altenauer Lichterfest an dem Okerteich statt, bei dem das Gewässer mit über 1000 Kerzen illuminiert wird.
Im Gegensatz zu den meisten anderen Oberharzer Teichen sind für Betrieb und Instandhaltung nicht die Harzwasserwerke zuständig. Dies hängt mit der seit 1923 abweichenden Nutzung zusammen.

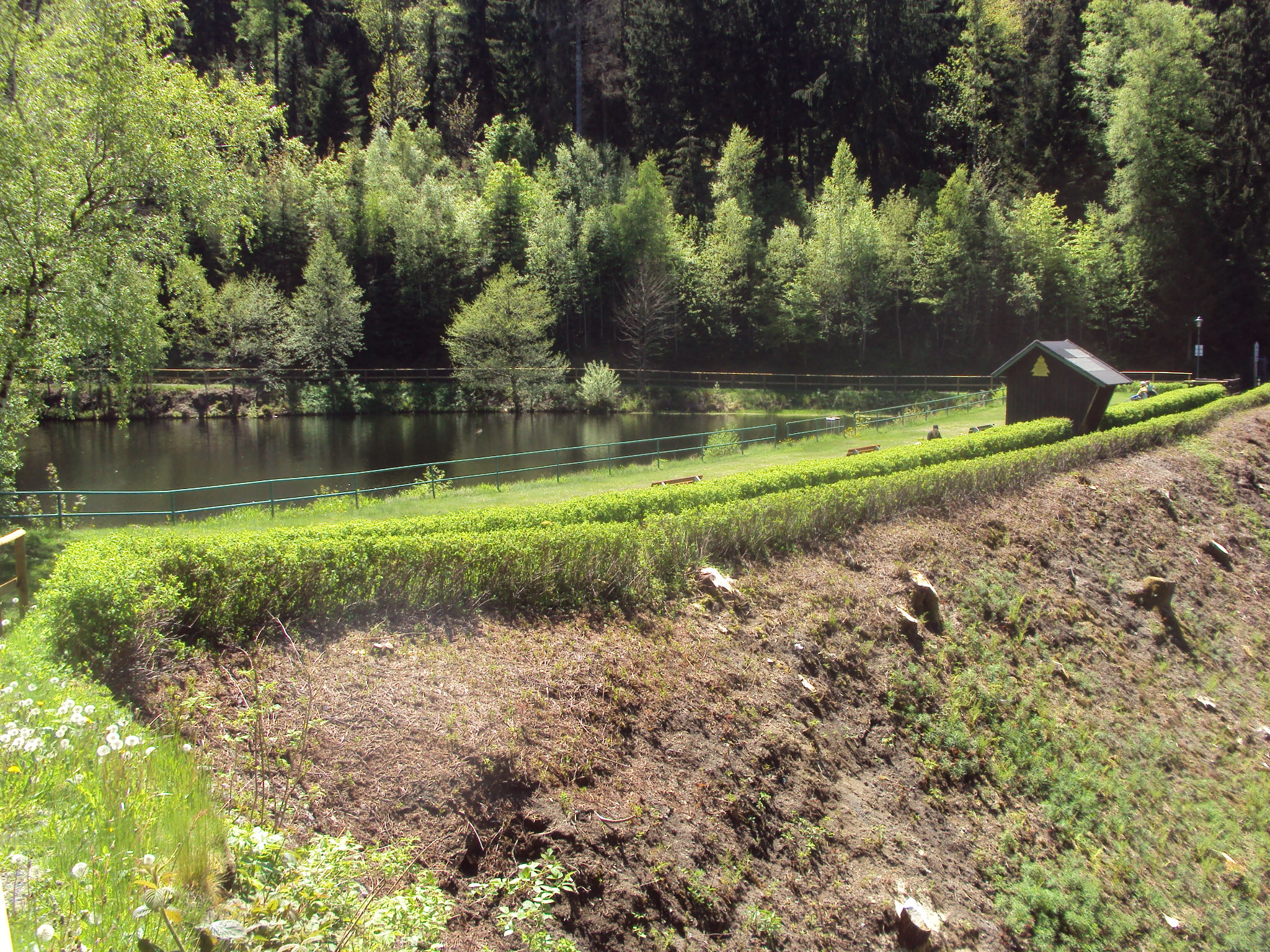
Kleiner Okerteich: Blick aus Richtung Norden auf Damm und Wasserfläche
Buchfinkenmanöver zum Himmelfahrtstag 2019 am Kleinen Okerteich. Der Teich im Hintergrund war zum Zeitpunkt der Aufnahme stark abgesenkt
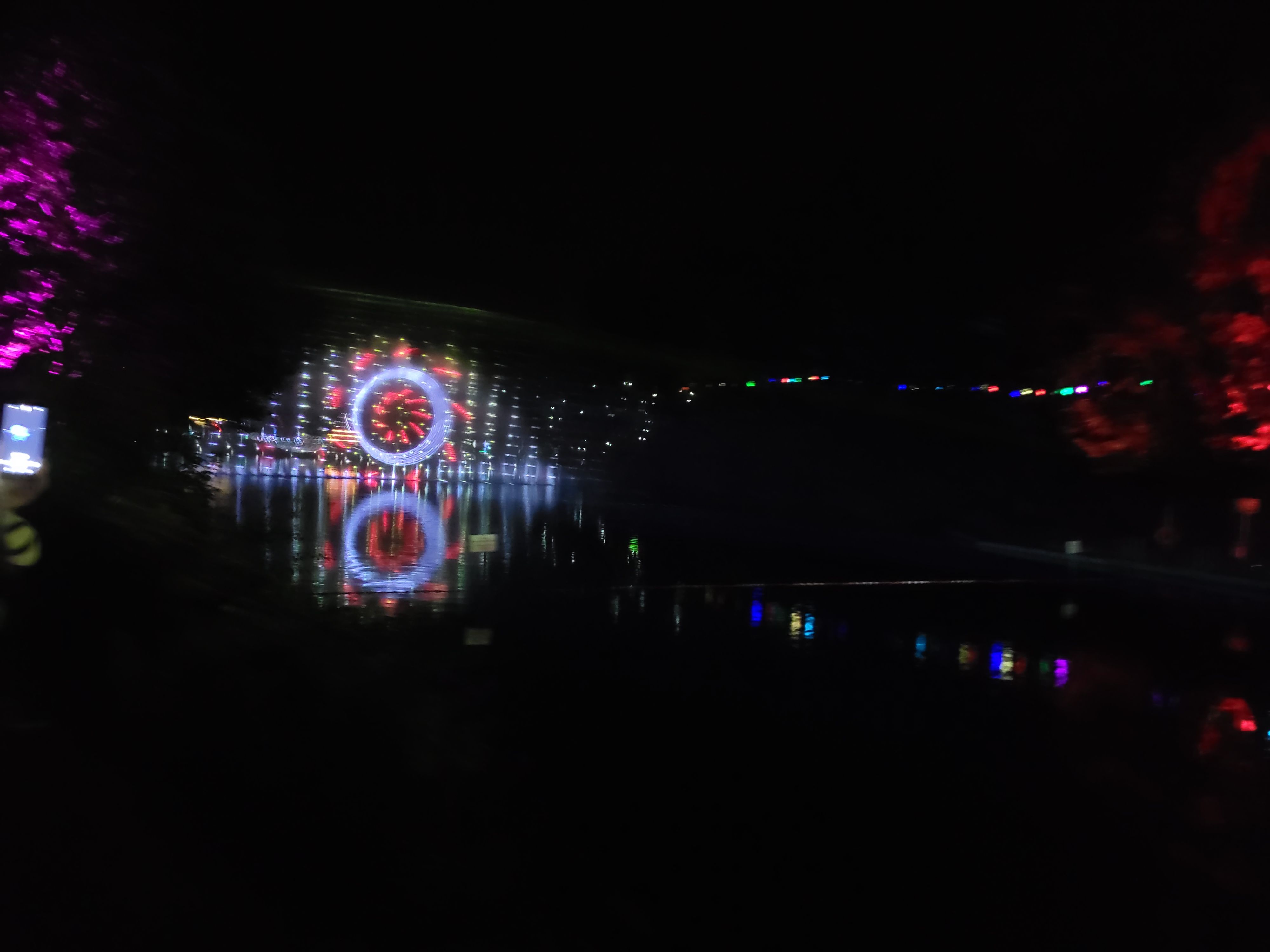
Lasershow beim Lichterfest
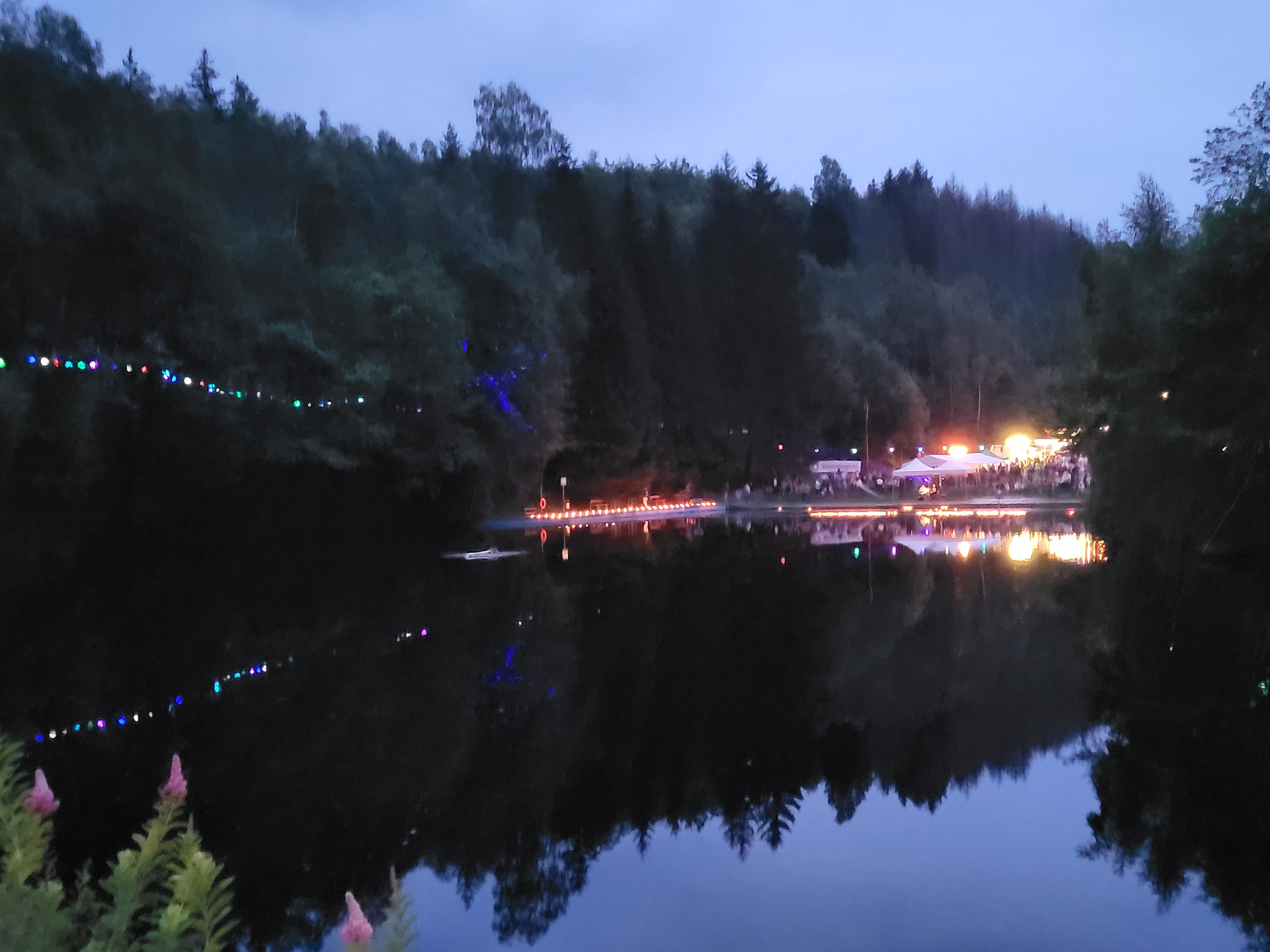
Lichterfest